# Deutsche Orchestervereinigung
Deutsche Orchestervereinigung (skrót DOV; pol. Niemieckie Zrzeszenie Orkiestrowe) – niemiecki związek zawodowy dla zawodowych muzyków. Według danych samego związku należą do niego niemal wszyscy członkowie niemieckich orkiestr i chórów radiowych, w sumie ok. 13.500 osób. Współpracuje z  ver.di.
DOV zawiera dla swoich członków układy zbiorowe z organizacją pracodawców - scen Deutscher Bühnenverein i ze stacjami radiowymi. Ponadto działa jako reprezentant finansowych interesów muzyków w towarzystwie ds. zarządzania prawami wykonawców Gesellschaft zur Verwertung von Leistungsschutzrechten. Co miesiąc wydaje biuletyn Das Orchester.